# Alfred Grenaae
Alfred Grenaae (født 1. juni 2004 i Støvring) er en cykelrytter fra Danmark, der er på kontrakt hos Aalborg-Sparekassen Danmark.